# 马赫穆达巴德
马赫穆达巴德（Mahmudabad），是印度北方邦Sitapur县的一个城镇。总人口41911（2001年）。

## 人口
该地2001年总人口41911人，其中男性22143人，女性19768人；0—6岁人口7017人，其中男3667人，女3350人；识字率48.75%，其中男性为54.22%，女性为42.61%。